# Douzat
Douzat é uma comuna francesa na região administrativa da Nova Aquitânia, no departamento de Charente. Estende-se por uma área de 11,48 km². Em 2010 a comuna tinha 467 habitantes (densidade: 40,7 hab./km²).